# Загородній Владислав Анатолійович
Владислав Анатолійович Загородній — сержант Збройних сил України, учасник російсько-української війни, що загинув у ході російського вторгнення в Україну.

## Нагороди
- медаль «Захиснику Вітчизни» (2022, посмертно) — за особисту мужність і самовіддані дії, виявлені у захисті державного суверенітету та територіальної цілісності України, вірність військовій присязі.